# Igeltjärnen (Ekshärads socken, Värmland, 667573-137006)
Igeltjärnen är en sjö i Hagfors kommun i Värmland och ingår i Göta älvs huvudavrinningsområde.